# Great Ocean Road

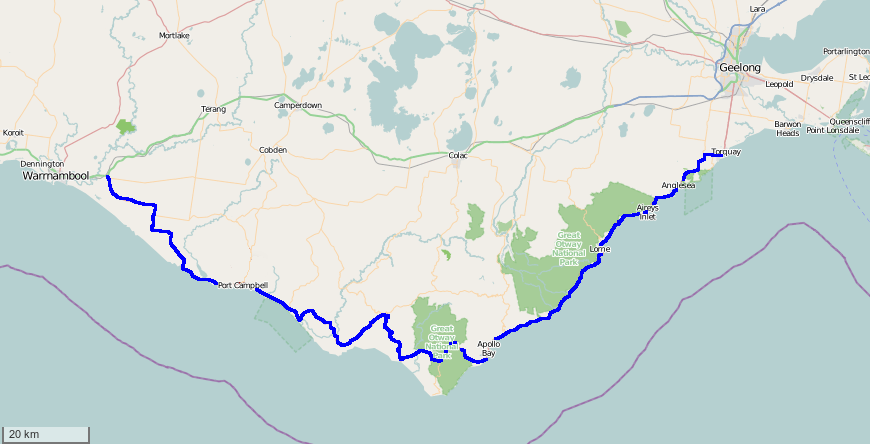
Great Ocean Roads sträckning mellan Torquay och Warrnambool.

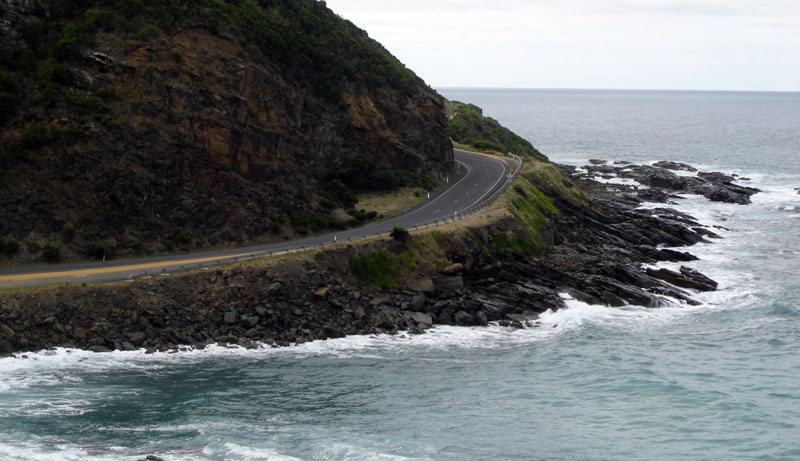
Great Ocean Road 2005

Great Ocean Road är en 243-kilometer lång vägsträcka längs sydöstra Australiens kust och går mellan städerna Torquay och Warrnambool i delstaten Victoria.